# هلال قسمت سوم ماه
هلال قسمت سوم ماه (به تامیلی: Moondram Pirai) فیلمی محصول سال ۱۹۸۲ و به کارگردانی بالو ماهندرا است. در این فیلم بازیگرانی همچون کمال حسن، سری دوی، سیلک سمیتا ایفای نقش کرده‌اند.